# Pieter Gerardus van Overstraten

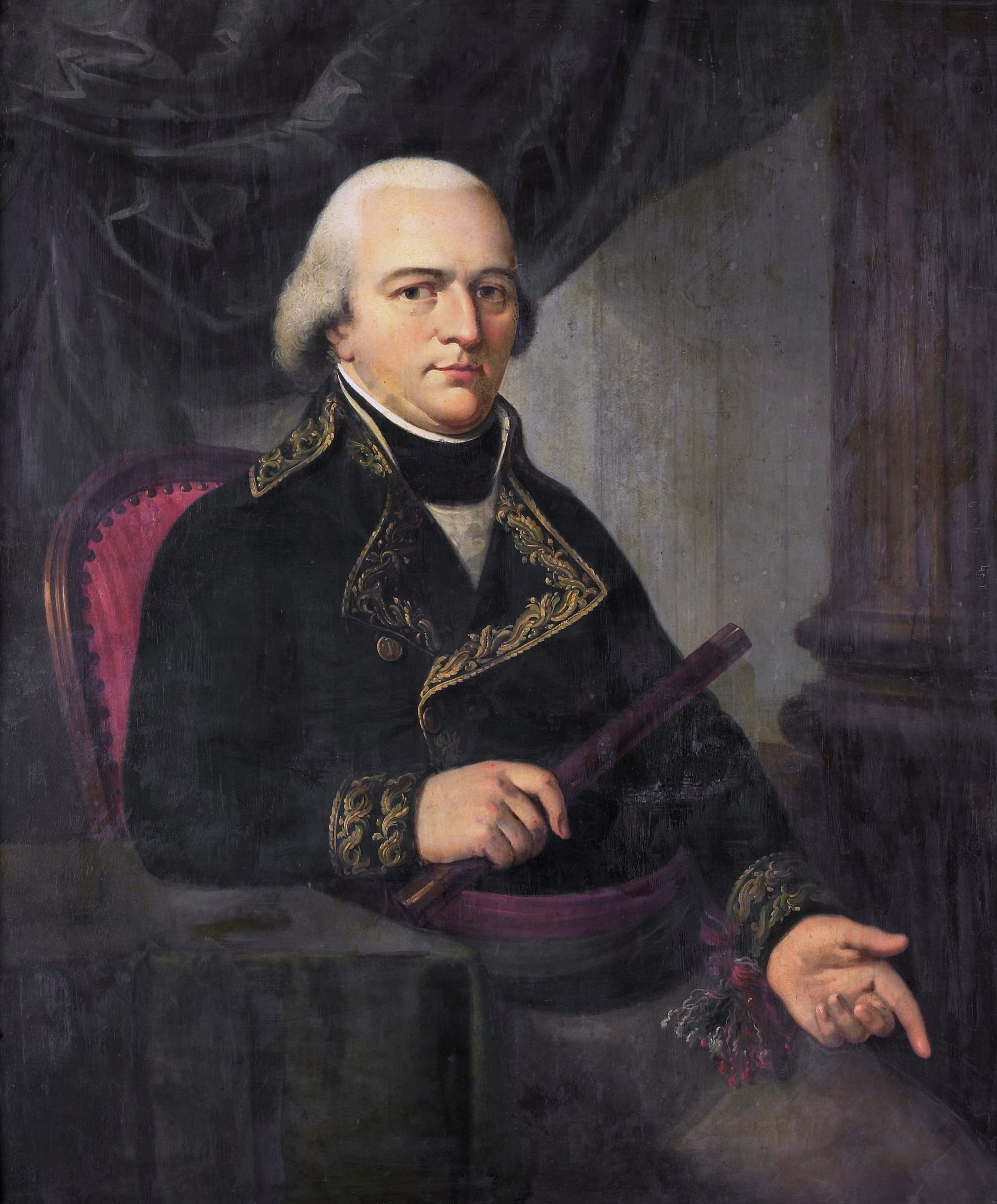
Generalgouverneur Pieter Gerardus van Overstraten

Pieter Gerardus van Overstraten (* 19. Februar 1755 in Bergen op Zoom, Niederlande; † 22. August 1801 in Batavia (heute Jakarta), ehemals Niederländisch-Indien) war von 1796 bis 1801 Generalgouverneur von Niederländisch-Indien.
Er war der letzte Generalgouverneur der niederländischen Ostindien-Kompanie, die aufgrund der im Jahre 1799 erfolgten Insolvenz aufgelöst wurde. Er konnte jedoch sein Amt behalten, als der niederländische Staat die Territorien der ostindischen Inseln unter seine Kontrolle brachte.